# آلان كارون (ملحن)
آلان كارون هو عازف جاز وملحن كندي، ولد في 5 مايو 1955 في Saint-Éloi, Quebec ‏ في كندا.

## وصلات خارجية
- الموقع الرسمي
- آلان كارون على موقع ميوزك برينز (الإنجليزية)
- آلان كارون على موقع ديسكوغز (الإنجليزية)